# Gajan (Gard)
Gajan – miejscowość i gmina we Francji, w regionie Oksytania, w departamencie Gard.
Według danych na rok 1990 gminę zamieszkiwało 459 osób, a gęstość zaludnienia wynosiła 42 osoby/km² (wśród 1545 gmin Langwedocji-Roussillon Gajan plasuje się na 536. miejscu pod względem liczby ludności, natomiast pod względem powierzchni na miejscu 702.).